# Parque de Vigeland

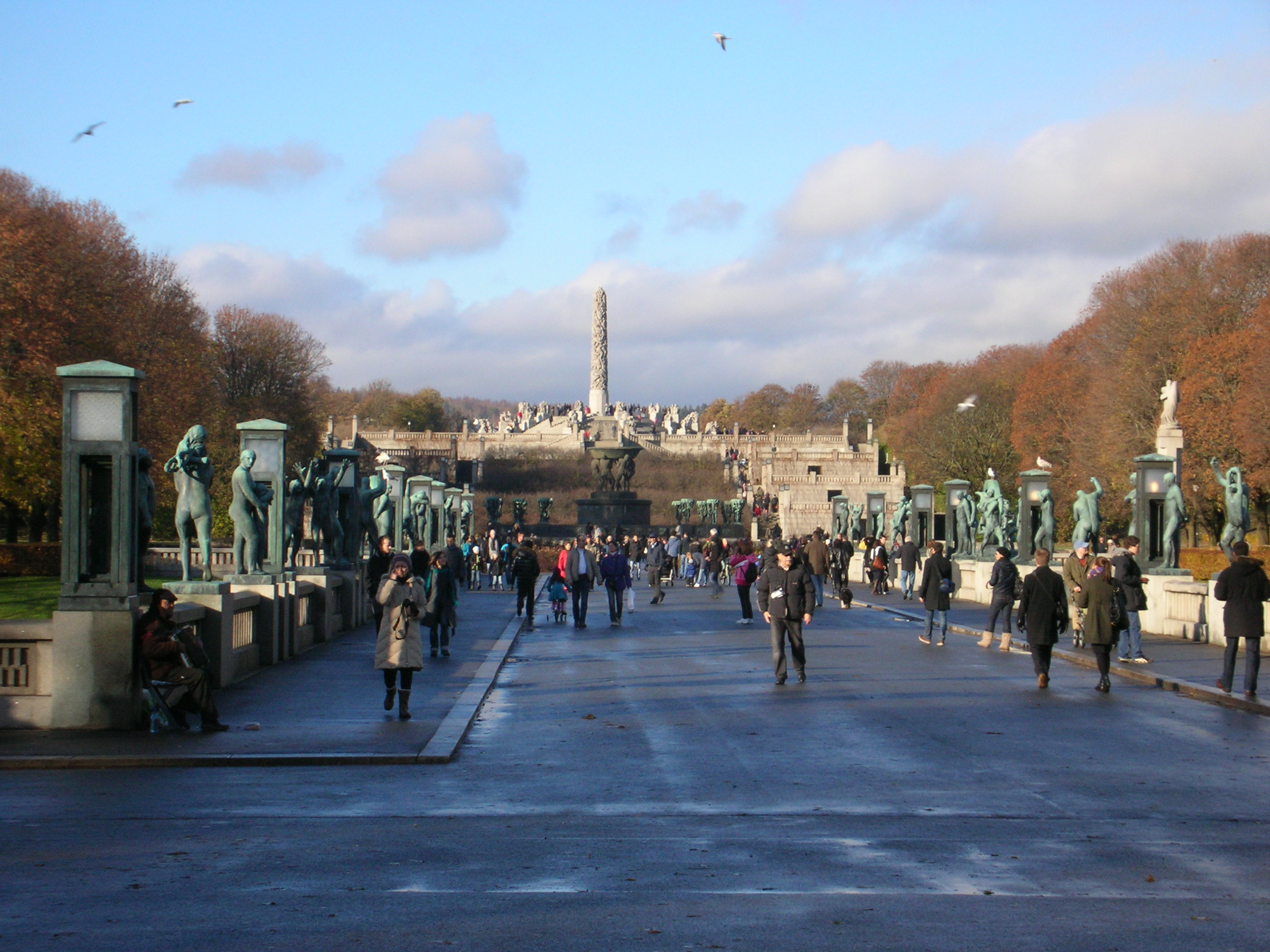
Puente del parque

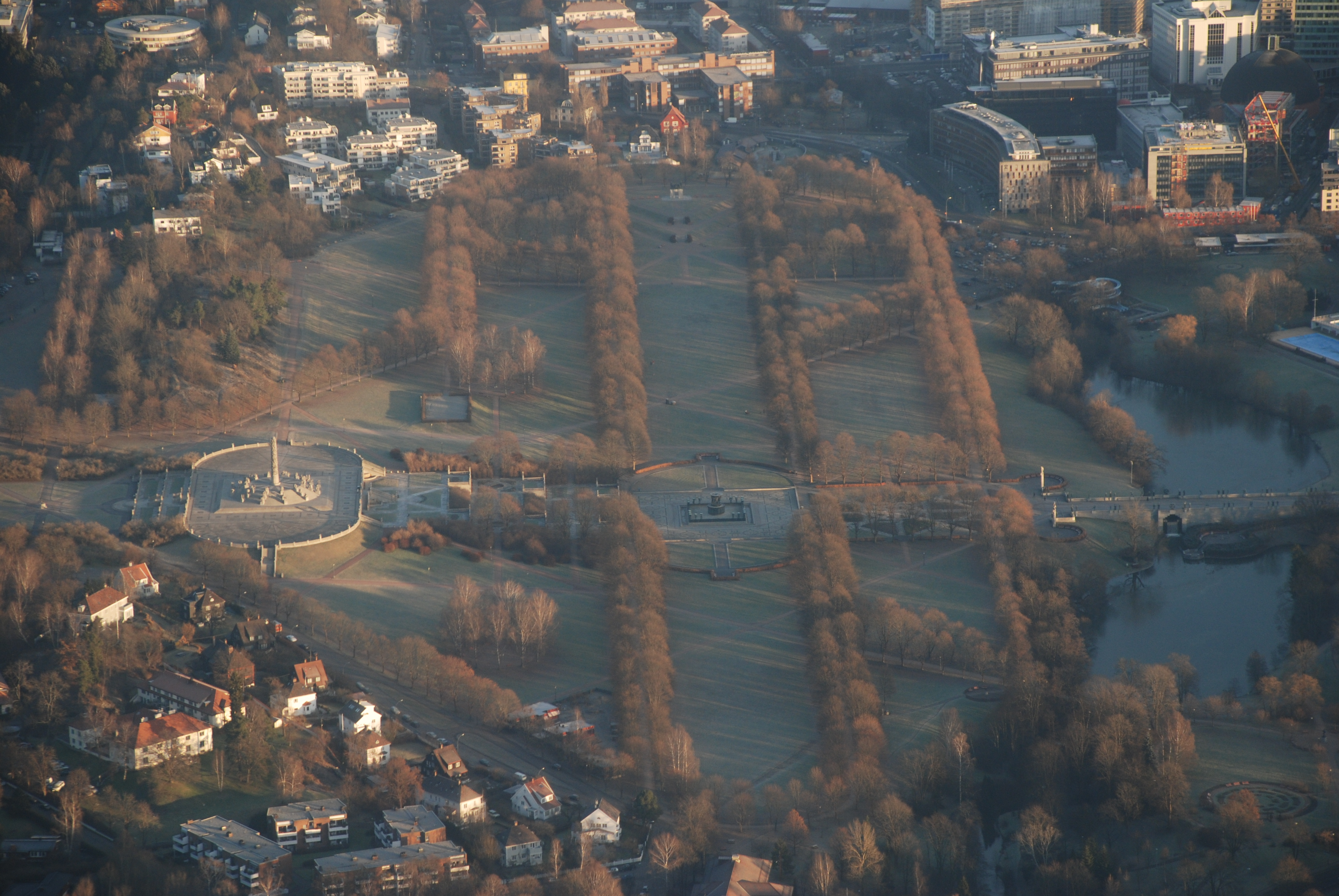
Fotografía aérea del parque

El parque de Vigeland, o Parque de las esculturas, probablemente el parque más famoso de Noruega, es un área en el interior del Frognerparken, situado al oeste del centro de Oslo, capital del país.
Creado por el escultor noruego Gustav Vigeland entre los años 1907 y 1942 por encargo del ayuntamiento de Oslo. Es una exposición permanente de las esculturas de Vigeland de entre los años 1926 y 1942.

## Características
El Parque de Vigeland ocupa una extensión de cerca de 52 hectáreas. La superficie del parque se articula en cinco áreas sucesivas:
- La cancela de la entrada
- El puente
- La fuente
- El monolito
- La rueda de la vida

### Esculturas
La mayor atracción del parque es el Monolito (“Monolitten”), que es un bloque único de granito que se alza sobre una plataforma octogonal escalonada, tiene 17 metros de altura, y está esculpido con 121 figuras humanas desnudas y entrelazadas.
Otra de las esculturas más conocidas del recinto, es la del niño enojado o con “rabieta”, el (“Sinnataggen”). Esta obra comparte el puente del parque con 57 estatuas más. Ha llegado a identificarse como símbolo de Oslo, apareciendo como tal en postales y recuerdos turísticos.
El conjunto de esculturas y bajorrelieves de bronce se inspira en acontecimientos de la vida cotidiana, evocando momentos como el nacimiento, la infancia, la adolescencia, el primer amor, la madurez, los hijos, la familia, la vejez y la muerte. Todo ello sintetizado por otra de las célebres esculturas del parque localizada al final del mismo, se llama “Livshjulet”, "la rueda de la vida", en la que siete figuras humanas, cuatro adultas y tres infantiles se entrelazan formando un círculo.

## Galería

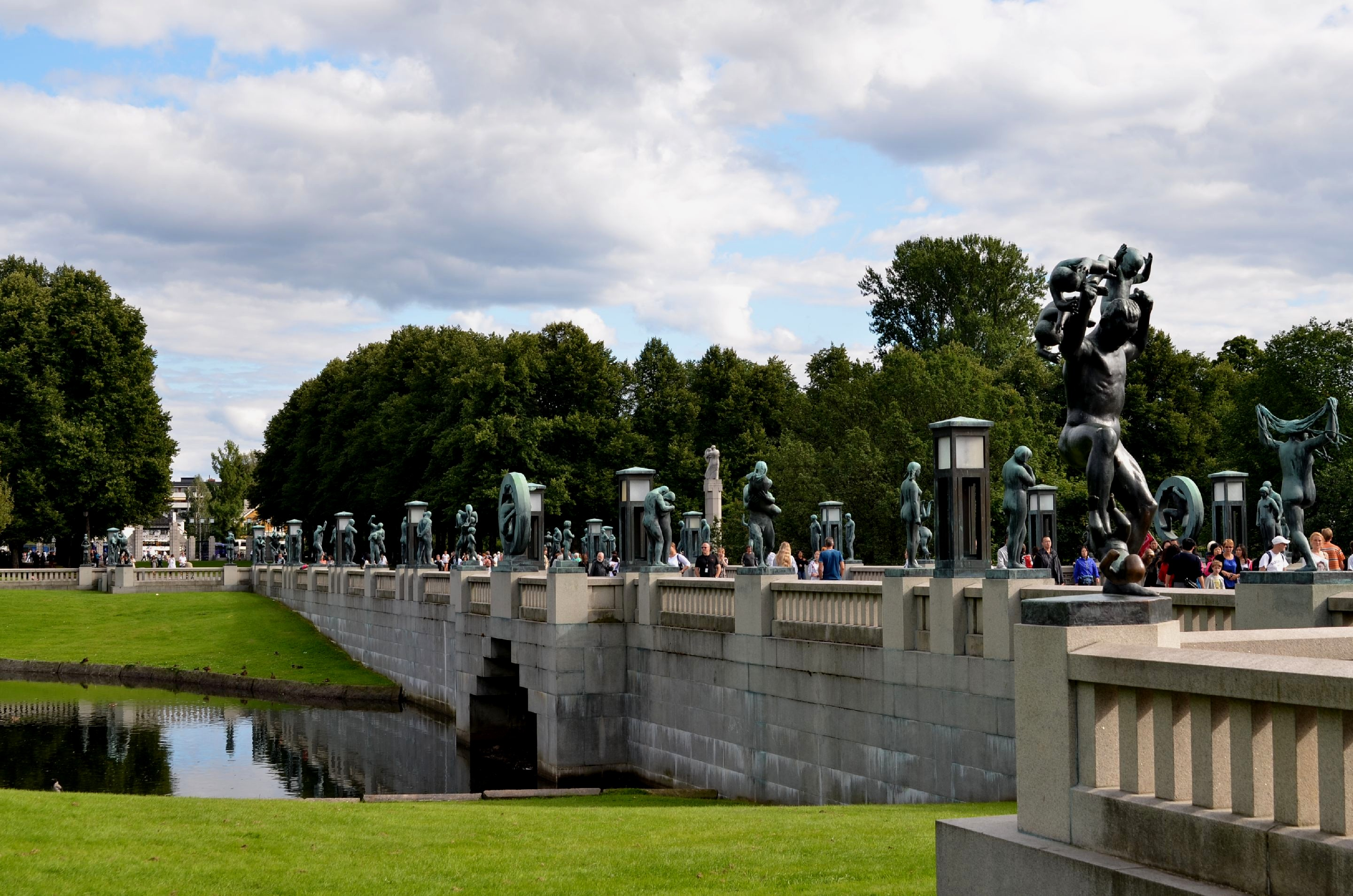
El puente
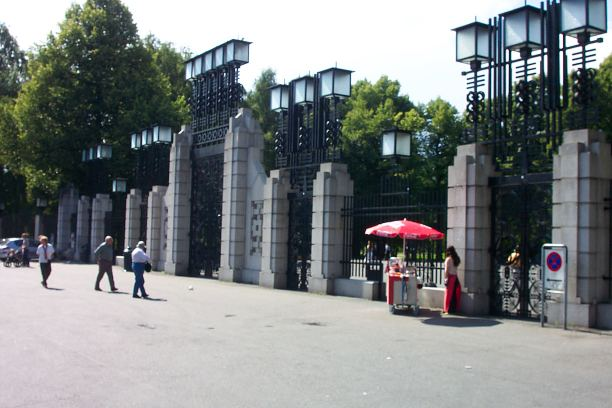
Entrada principal
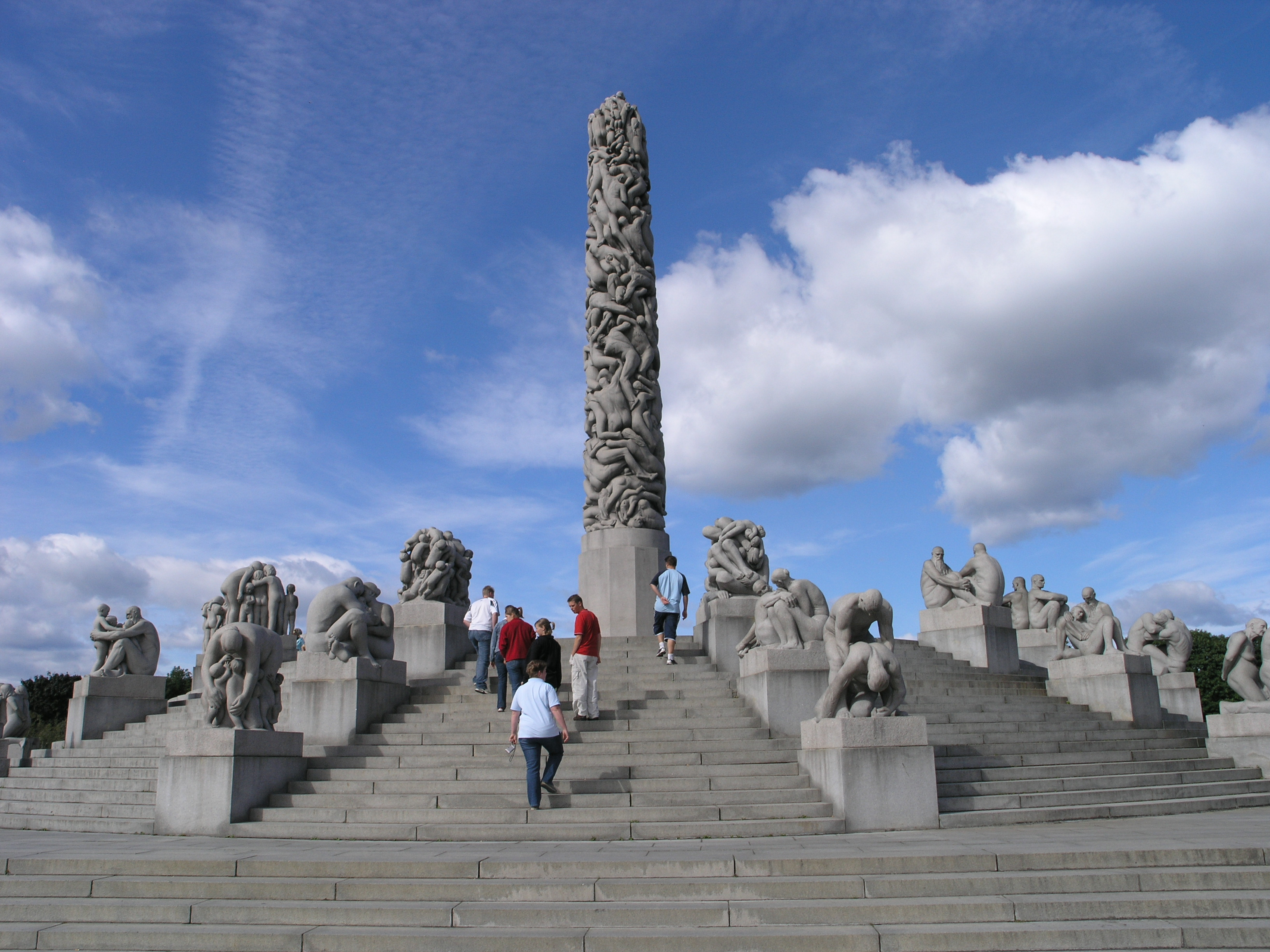
El Monolito
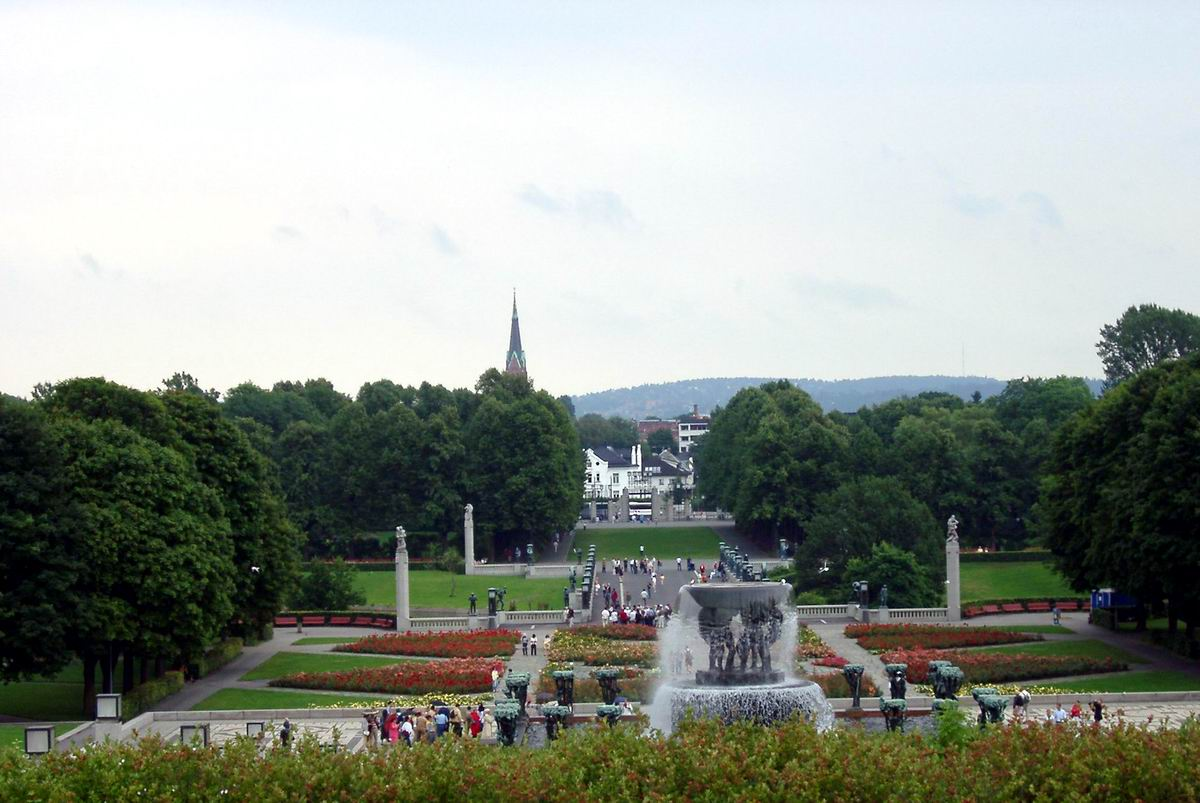
Vista general del Frognerpark
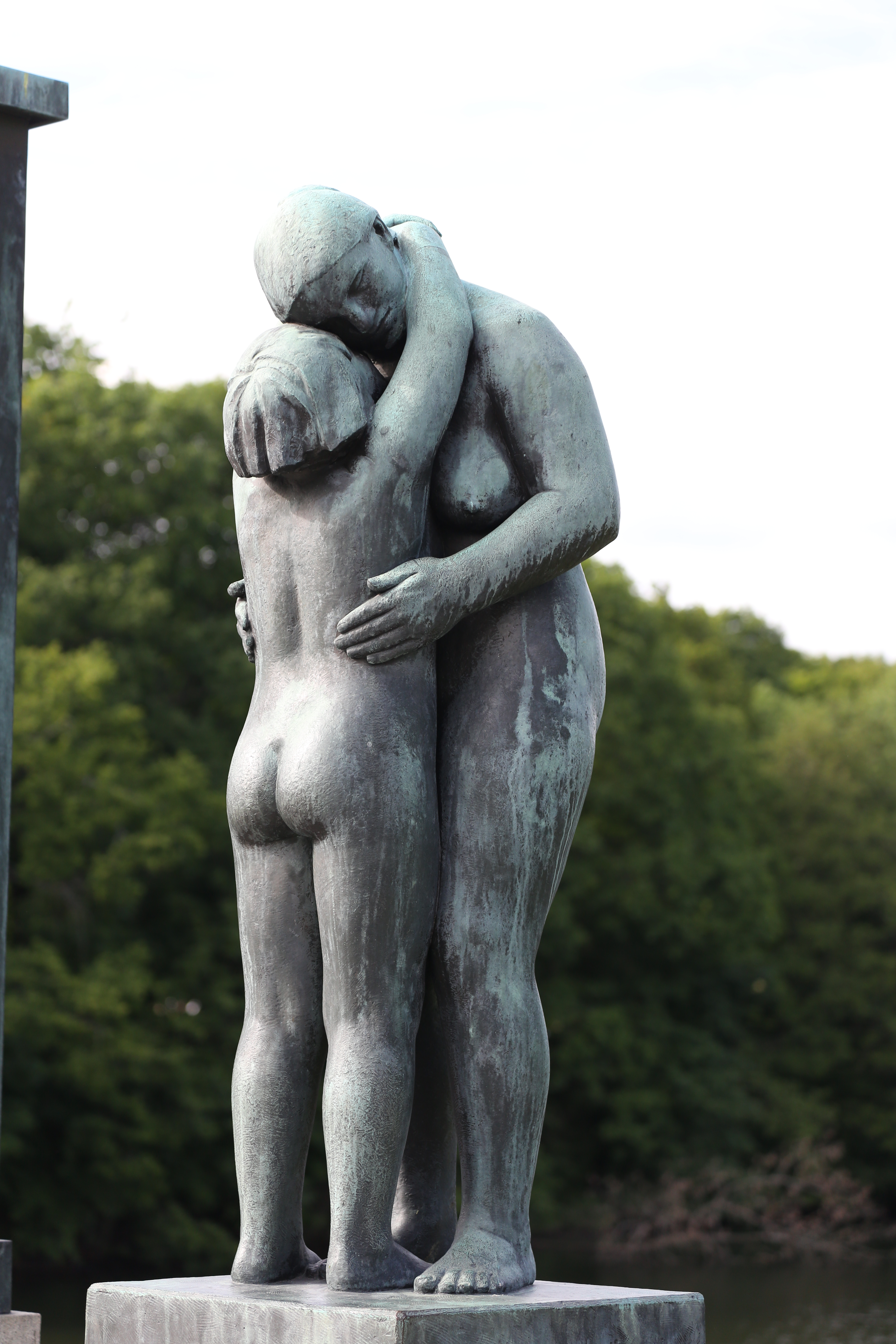
Una escultura de bronce sobre el puente
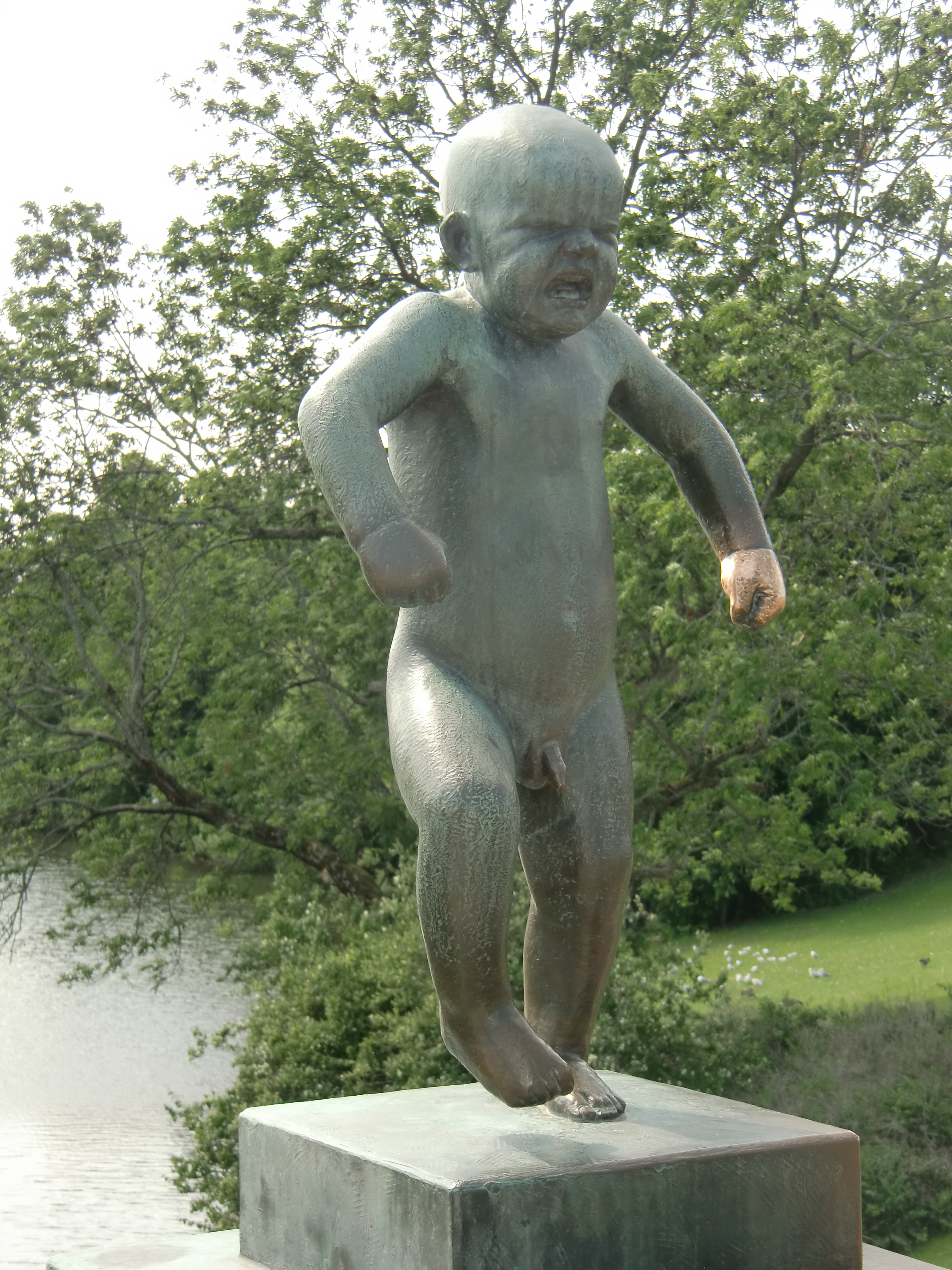
Escultura de bronce "El niño que llora" o "Sinnataggen"
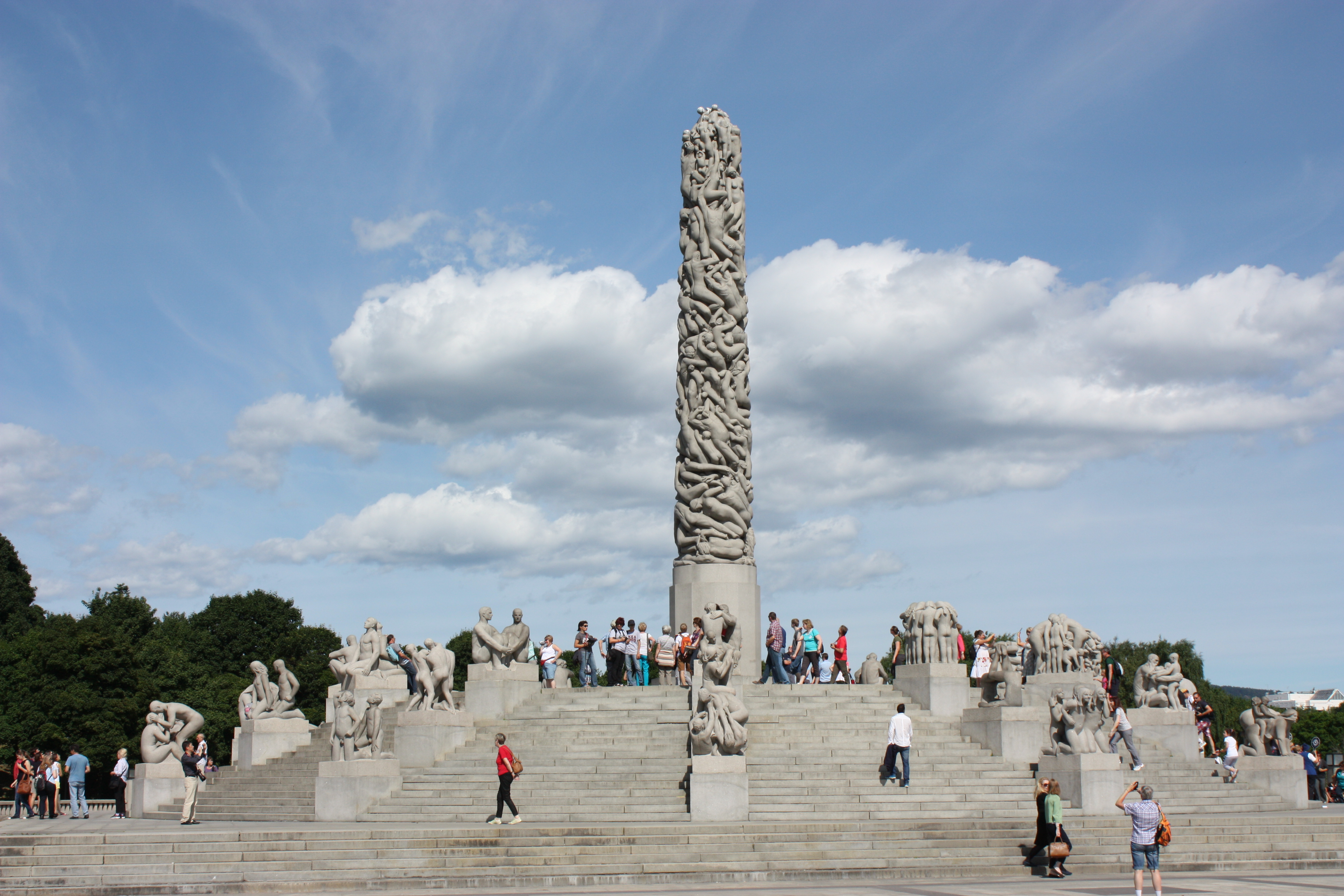
Esculturas alrededor del monolito
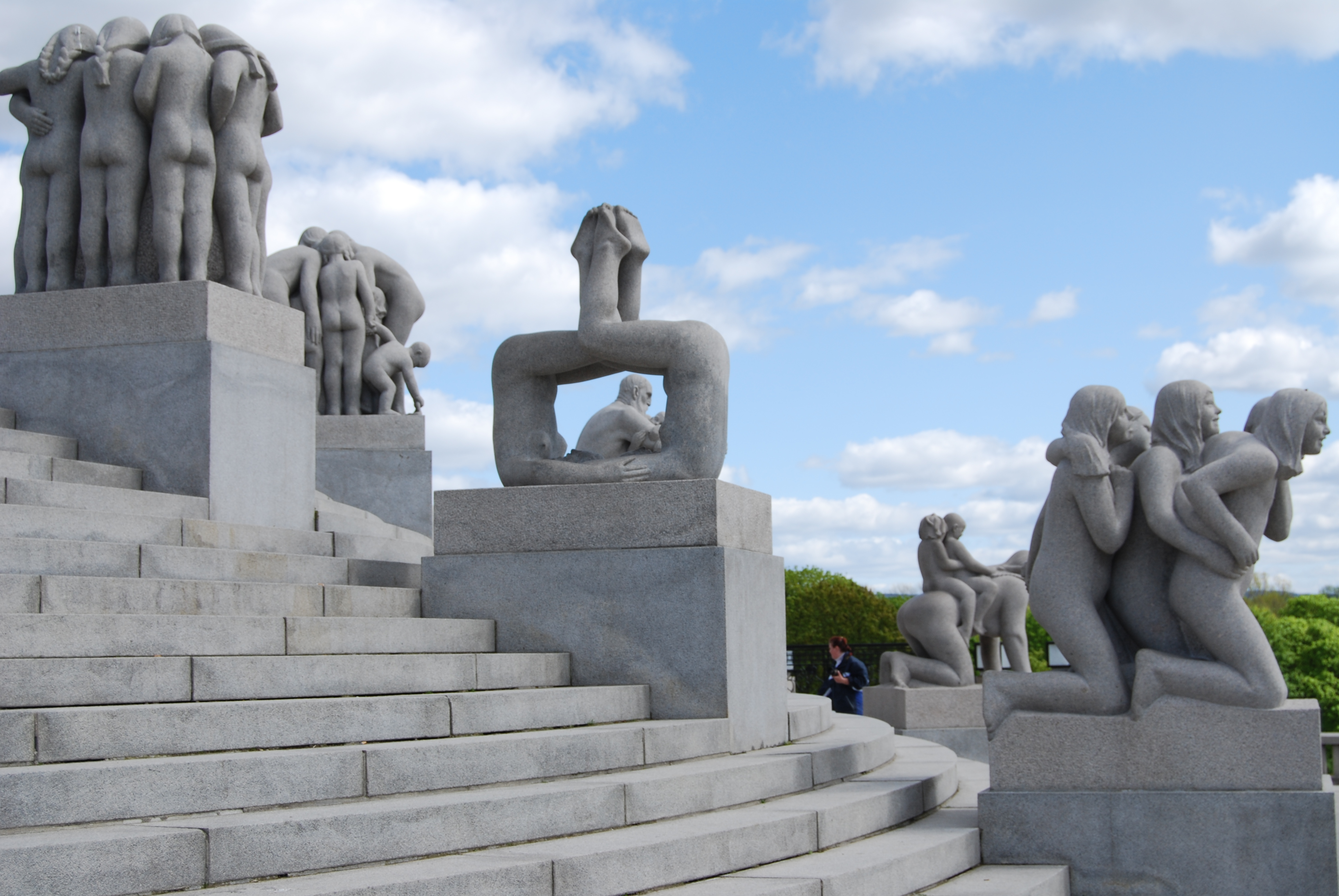
Detalle del monolito
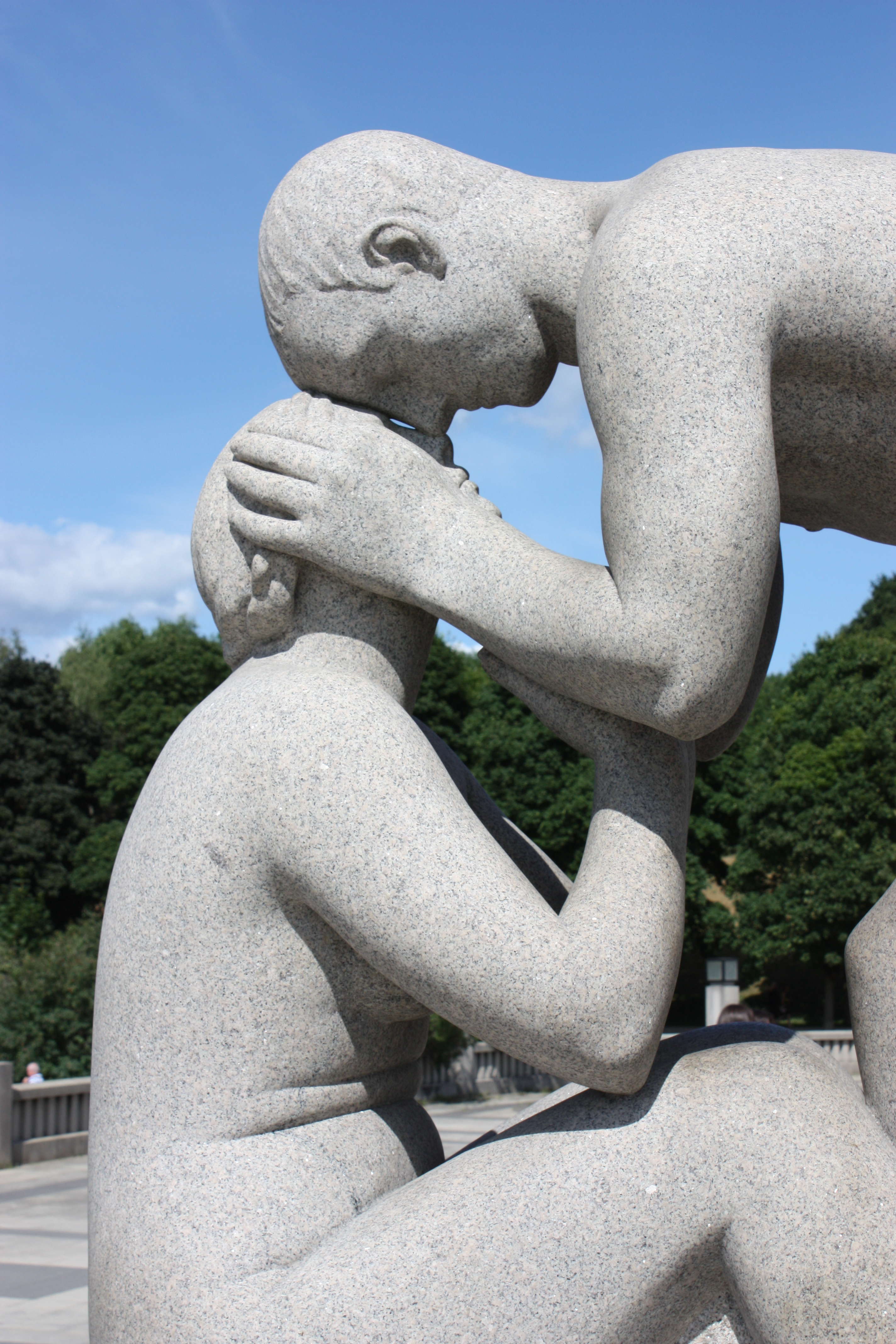
Detalle de una de las esculturas de granito
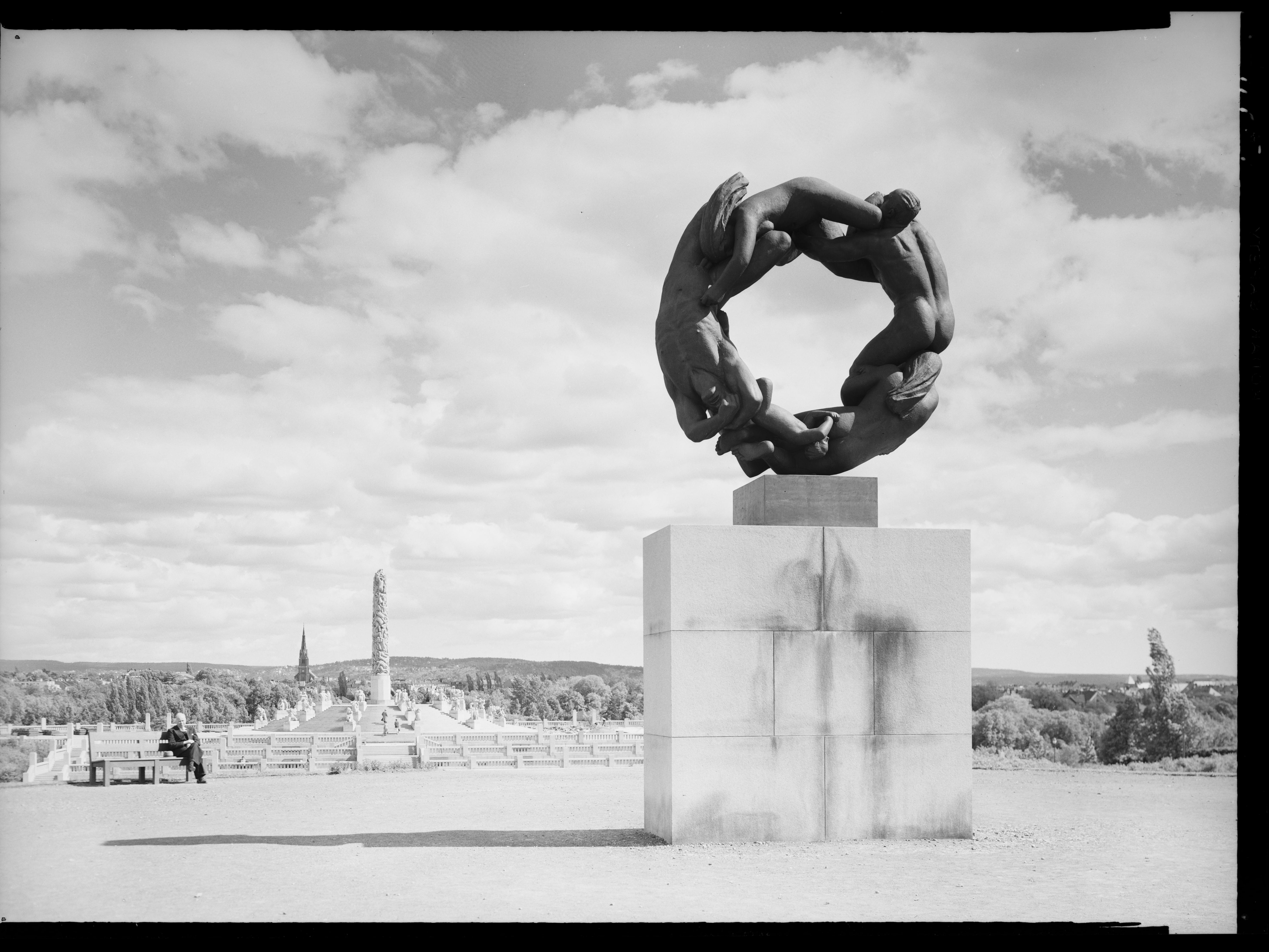
El "Círculo de la vida" (1952)